# Медведь (остров, губа Митюшиха)
Медведь — малый остров в центральной части губы Митюшиха Баренцева моря. Административно расположен в муниципальном образовании «Новая Земля» Архангельской области России. Входит в архипелаг Новая Земля.
Остров имеет треугольную форму. Высшая точка — 8 м над уровнем моря. Берега обрывистые. Необитаем.
Средняя величина прилива — 1 метр.
Остров расположен в арктической климатической зоне, из-за чего растительный мир крайне беден.
Рек и водоёмов Медведь не имеет.
Вблизи Медведя, на северо-востоке, находится более крупный остров — Гагачий.

## Топографические карты
- Лист карты S-40-XIX,XX Северный. Масштаб: 1 : 200 000. Состояние местности на 1987 год. Издание 1992 г.